# Herta Leistner
Herta Leistner (* 28. Mai 1942 in Altensteig) ist eine deutsche Sozialpädagogin und Autorin.

## Leben
Nach ihrer Schulzeit und dem Tod ihrer Mutter versorgte Herta Leistner ihren Bruder und ihren Vater. 1959 begann sie ein Freiwilliges Diakonisches Jahr in der Diakonissenanstalt in Stuttgart. In einer Abendschule holte sie ihr Abitur nach und begann 1969 in Tübingen mit dem Studium der Sozialpädagogik.
Herta Leistner war nach dem Abschluss des Studiums ab 1974 als Studienleiterin an der Evangelischen Akademie Bad Boll.
1993 promovierte Leistner zusammen mit Monika Barz in einer Gemeinschaftsdissertation an der Universität Hannover bei Helmut Kentler.
Nach ihrer Dissertation 1993 wurde sie 1994 am im selben Jahr gegründeten Frauen-Studien- und Bildungszentrum der Evangelischen Kirche in Deutschland in Gelnhausen tätig.
Herta Leistner gilt als Vorkämpferin für die Rechte von Frauen und Lesben innerhalb der Kirchen. Am 27. August 1996 erhielt sie das Bundesverdienstkreuz am Bande. Daraufhin gab Wolfhart Pannenberg sein Bundesverdienstkreuz zurück.

## Werke
- Chancen und Probleme der Lebensmitte, Evangelische Akademie Bad Boll, 1978.
- mit Heidemarie Langer: Mit Mirjam durch das Schilfmeer, Kreuz-Verlag, Stuttgart 1985
- mit Monika Barz und Ute Wild: Hättest Du gedacht, dass wir so viele sind?  Kreuz-Verlag 1987
- mit Monika Barz: Lesbische Frauen in der Kirche, 2. überarb. Auflage. Stuttgart, Kreuz-Verlag, 1993.
- mit Monika Barz: Aus der Nichtexistenz auftauchen, 1993.
- Lass spüren deine Kraft, Gütersloh 1997.

## Ehrungen
- Bundesverdienstkreuz am Bande (1996)
- AMOS-Preis für Zivilcourage in Religion, Kirche und Gesellschaft, 2009[7]